# Personalvermittlungsabteilung
Eine Personalvermittlungsabteilung (PVA) oder Versetzungsabteilung dient der Koordination des unternehmensinternen Arbeitsangebots mit der internen Arbeitsnachfrage. Ein häufiges Ziel von PVA ist die Beschäftigungssicherung von Beschäftigten, deren Arbeitsplätze zukünftig entfallen. Diese Beschäftigten werden durch die PVA beraten, ggf. qualifiziert und bei der Suche nach einem neuen Arbeitsplatz intensiv unterstützt.  

## Personalvermittlungsabteilungen als Gegenstand der Forschung
PVA werden innerhalb der Forschung nur wenig diskutiert und bilden dementsprechend keinen breit beleuchteten Forschungsgegenstand. Die geringe Aufmerksamkeit, die PVA nicht nur in der Forschung, sondern auch in der medialen Öffentlichkeit zukommt, steht im Widerspruch zu ihrer Bedeutung als betriebliches Instrument der personellen Flexibilität. Dies gilt insbesondere für Großbetriebe, in denen PVA häufig vertreten sind. Johannes Kirsch und Gernot Mühge stellen in ihrer 2010 veröffentlichten Studie zu PVA fest, dass „jeder fünfte Beschäftigte in deutschen Großunternehmen in das beschäftigungssichernde Regelwerk der PVA“ falle. Das bedeutet, dass diese Beschäftigten im Falle eines Arbeitsplatzverlusts eine Betreuung entsprechend der Funktion der PVA erhalten.
Die Studie wurde im Rahmen des Projekts WEGA der Universität Duisburg Essen veröffentlicht, welches die Wirksamkeit von Einrichtungen zur Gestaltung interner Arbeitsmärkte erforscht. Dabei sollen unter anderem verschiedene Typen von PVA identifiziert und die Wirksamkeit von PVA analysiert werden. Mit der Erforschung von PVA und deren Organisation sollen Handlungsempfehlungen abgeleitet werden. Das Forschungsprojekt startete im Jahr 2006 und konnte erstmals ein genaues Bild der Strukturen und Vorgehensweisen von PVA zeichnen.
Carsten Wirth veröffentlichte 2011 die Ergebnisse einer explorativen Studie, die sich der Erforschung der Frage widmete, „wie Arbeitsvermittlung in einem Projekt ‚Interner Arbeitsmarkt’ zu Kostensenkungen beitragen kann und worauf (andere) Stadtverwaltungen achten sollten, wenn sie ähnliche Projekte starten“. Die Studie bezieht sich auf die Stadtverwaltung einer anonymisierten Stadt.
Im Rahmen des Forschungsprojekts „Beruflichkeit, Organisations- und Personalentwicklung im Spannungsfeld von Restrukturierung und Kompetenzsicherung“ (bops) wurden PVA in verschiedenen qualitativen Fallstudien untersucht. Die Studie kam zu dem Ergebnis, dass PVA zwar ein effizientes Mittel zur internen Personalvermittlung sein können, die Ergebnisse allerdings von den bestimmten Voraussetzungen, insbesondere den Machtstrukturen im internen Arbeitsmarkt, abhängig sind.

## Strukturelle Probleme von PVA
Die Forschung zeigt, dass PVA ein wirksames Instrument sind, bei Stellenabbau Entlassungen auf den externen Arbeitsmarkt zu vermeiden. Trotzdem gibt es auch strukturbedingte Schwierigkeiten, welche die Wirksamkeit von PVA mindern können. Mühge fasst diese unter dem Begriff Basiskonflikt der internen Personalvermittlung zusammen.
Ein Element dieses Basiskonflikts besteht darin, die Versetzung von Beschäftigten von einer Abteilung in eine andere birgt auch ein Konfliktrisiko. Ein Konflikt kann beispielsweise mit Führungskräften der Abteilung, in die ein Mitarbeiter versetzt wird, entstehen, da üblicherweise die Besetzung offener Stellen in das Aufgabenfeld einer Führungskraft fällt. Ein ähnliches Konfliktpotential besteht auch in der Abteilung, in welcher ein Beschäftigter wegfällt. Es könne dazu kommen, dass Führungskräfte mehrheitlich schwer vermittelbare Kollegen in den internen Arbeitsmarkt entlassen und dabei aber für ihre Abteilungen Beschäftigte fordern, die ihren Vorstellungen besser entsprechen. So versuchen sie eine Machtposition in den Personalentscheidungen zu erhalten. Die Kooperation und Rückendeckung des oberen Managements sei Mühge zufolge daher besonders wichtig.
Ein anderes Element ist der Mangel an passenden offenen Arbeitsstellen in den jeweiligen Organisationen. Dieser Mangel führt dazu, dass nicht alle Angestellten erfolgreich vermittelt werden können. Insbesondere wenn bestimmte Berufsfelder extrem an Bedeutung verlieren, oder Mitarbeiter aus individuellen Gründen schwer vermittelbar sind, kann sich der Zustand der erfolglosen Vermittlung in die Länge ziehen. Fortbildungsangebote können das Risiko hierfür zwar reduzieren, aber nicht gänzlich beheben.